# Neckarhausen (Edingen-Neckarhausen)

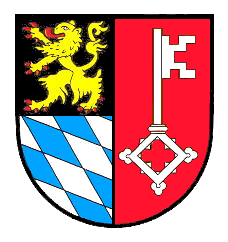
Wappen von Neckarhausen

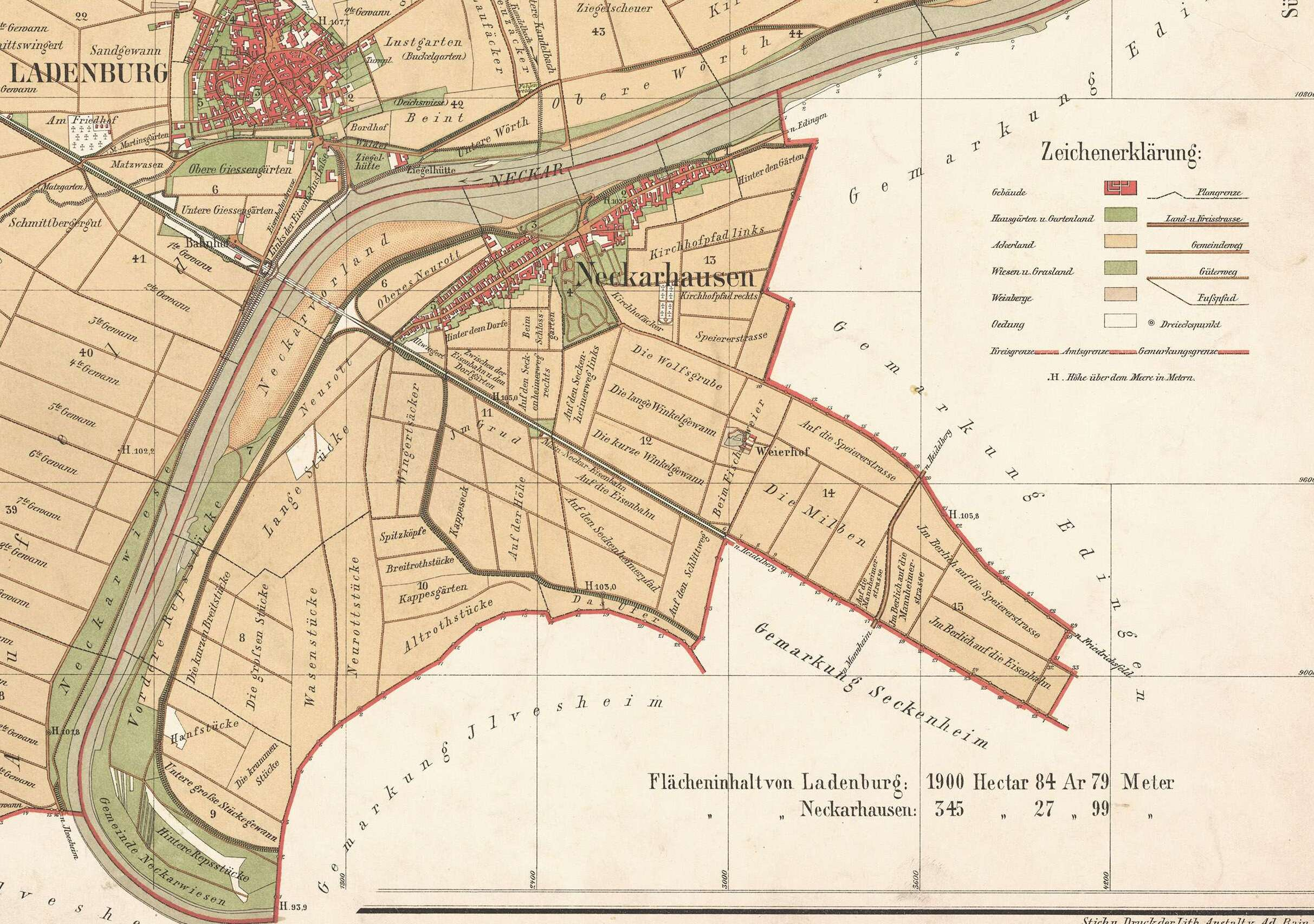
Die Gemarkung 1889, Norden ist links

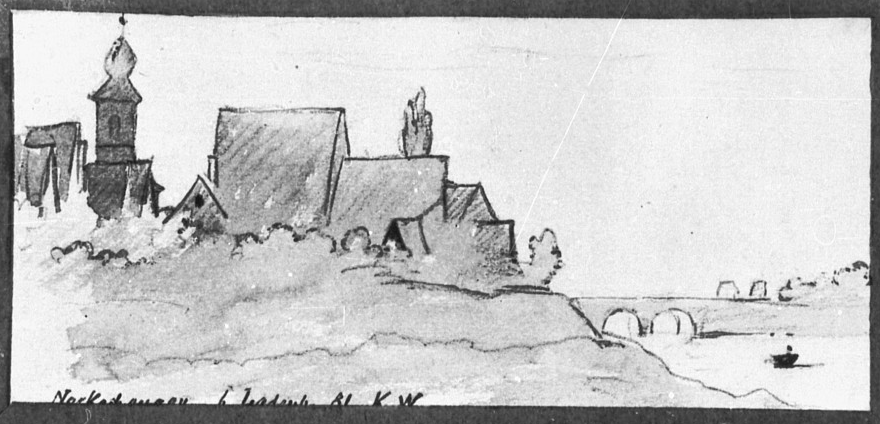
Neckarhausen, Zeichnung von 1881

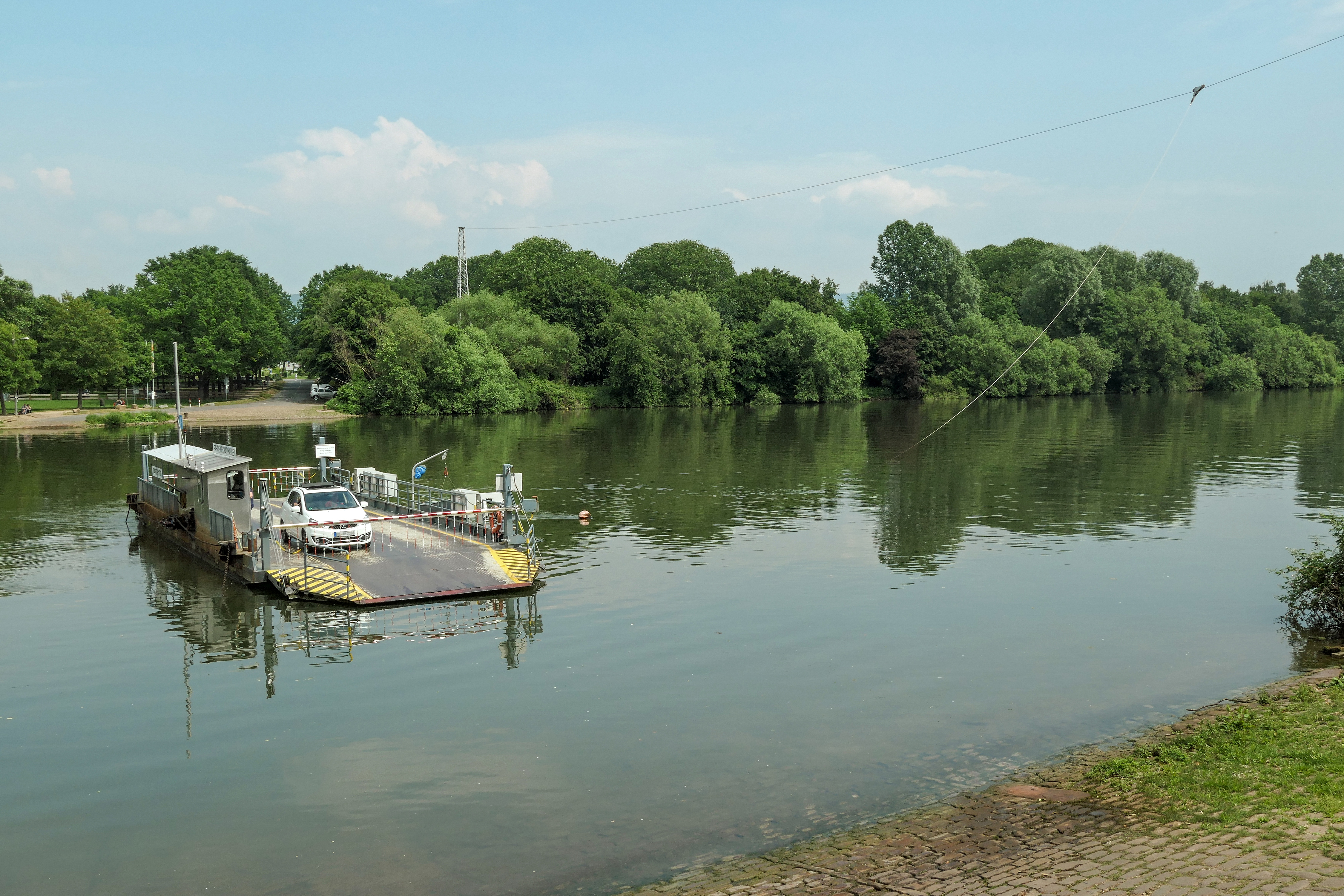
Die Fähre über den Neckar

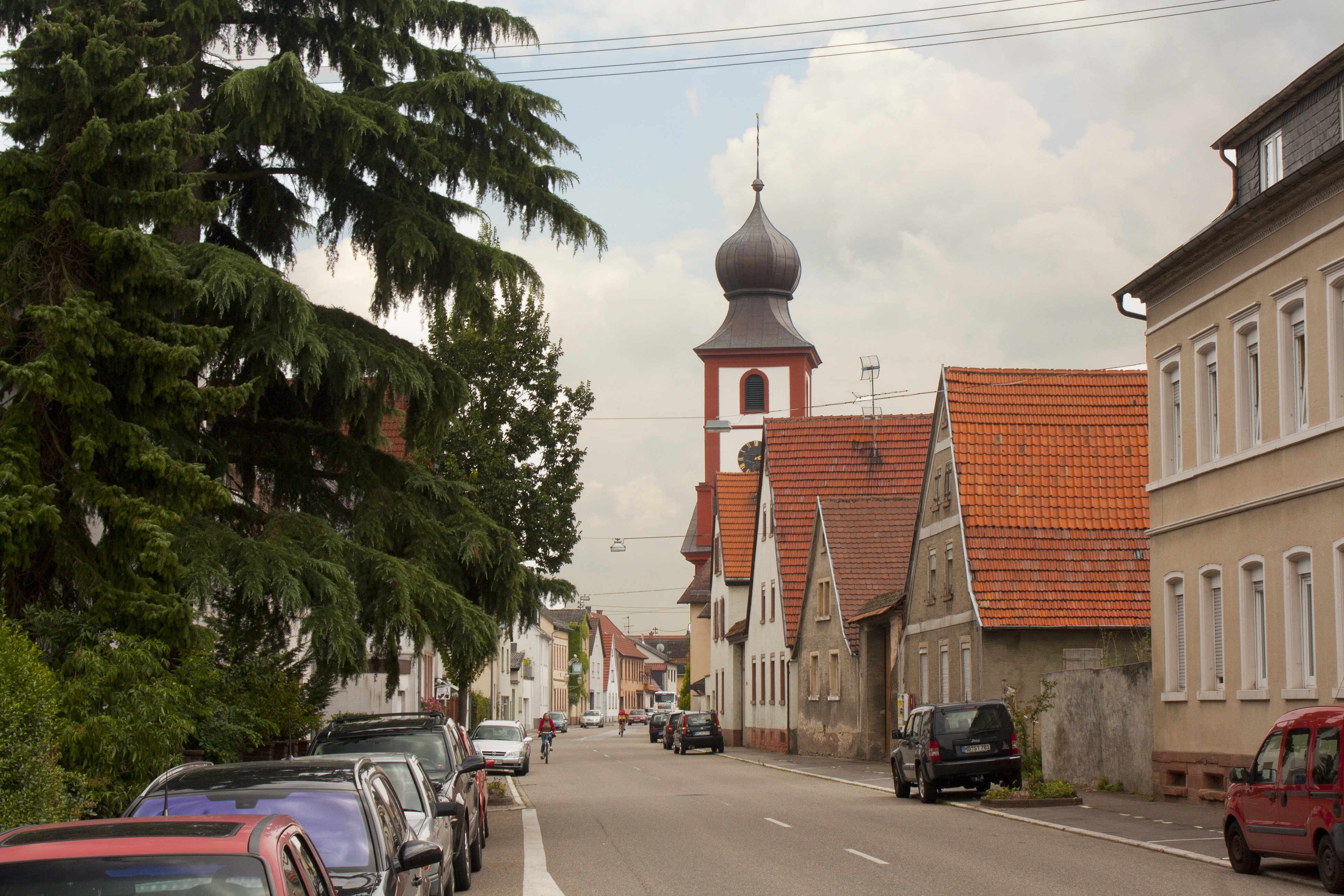
Hauptstraße und alte katholische Kirche

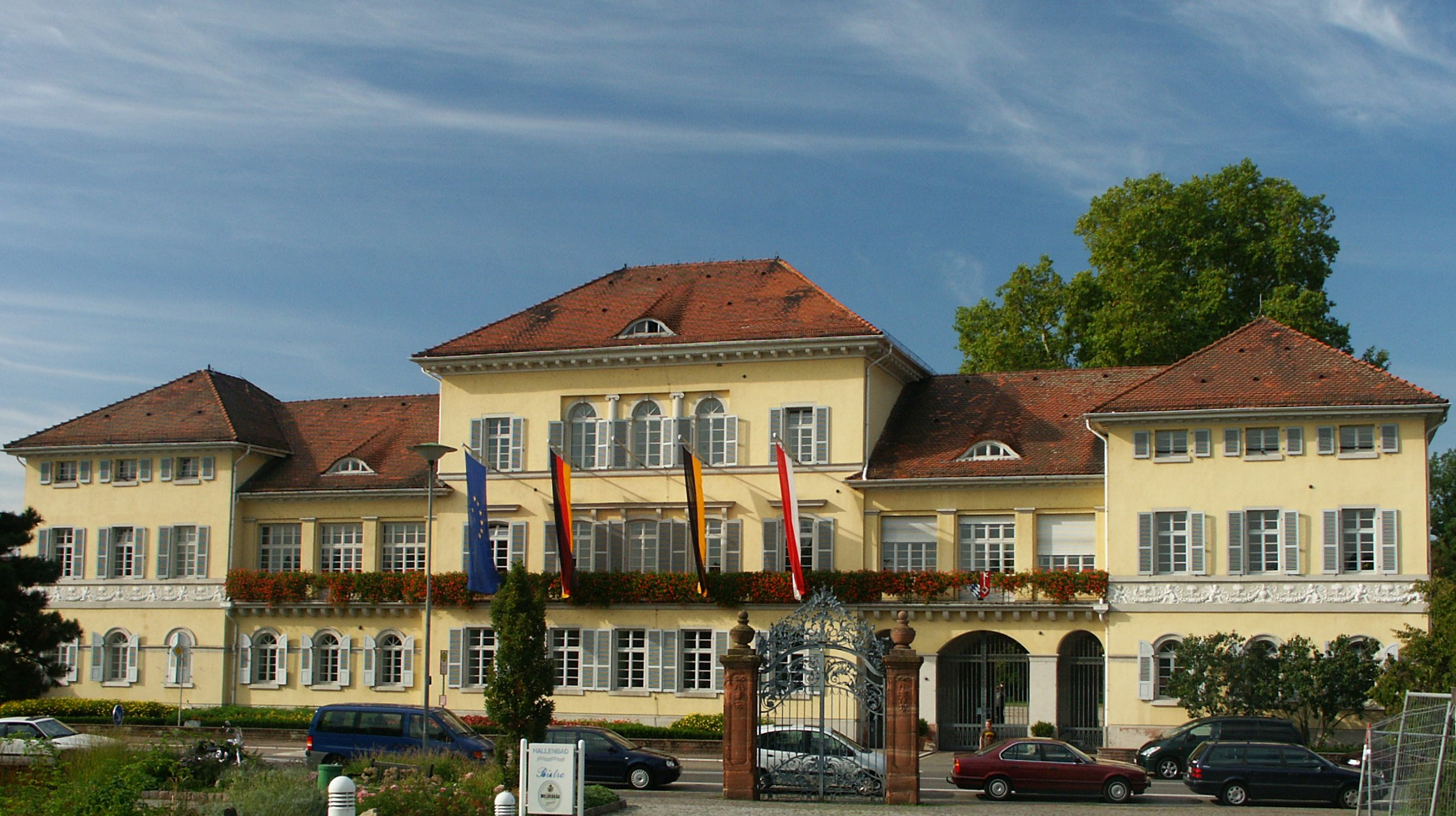
Schloss Neckarhausen

Neckarhausen ist eine Ortschaft im Nordwesten von Baden-Württemberg. Es bildet heute den nördlichen Teil der Gemeinde Edingen-Neckarhausen im Rhein-Neckar-Kreis.

## Geographie
Den Kern von Neckarhausen bildet ein Straßendorf am linken Ufer des Neckars. Das Oberdorf im Süden ist älteren Datums als das Unterdorf im Norden. Im Zuge der Erweiterung in der Neuzeit wuchs der Ort, der in der Oberrheinischen Tiefebene liegt, zunächst in südwestlicher Richtung. In jüngerer Zeit kam im Nordwesten ein Wohn- und Gewerbegebiet hinzu. 
Benachbarte Gemeinden (auch ehemalige) sind, beginnend im Südosten und dann im Uhrzeigersinne, Edingen, Seckenheim und Ilvesheim sowie Ladenburg auf der gegenüberliegenden Seite des Neckars.

## Geschichte
Urkundlich erstmals erwähnt wurde Neckarhausen 773 im Lorscher Codex als Husun, möglicherweise ist es identisch mit dem 783 genannten Roolfeshusen. Im frühen Mittelalter lag die Grundherrschaft bei Worms. Zwischen 1385 und 1705 zählte Neckarhausen, wie auch Ladenburg, zu einem Kondominat von Worms mit der Kurpfalz, ehe es ganz pfälzisch wurde. Mit der Auflösung der Kurpfalz 1803 kam Neckarhausen zu Baden.

## Verwaltungszugehörigkeit
Zu Zeiten der Kurpfalz gehörte Neckarhausen zum Oberamt Ladenburg. In Baden kam Neckarhausen zum Amt Ladenburg, bei dessen Auflösung 1864 zum Bezirksamt und später zum Landkreis Mannheim.

## Verkehr
Von Neckarhausen aus verkehrt eine Fähre über den Neckar, die den Ort mit Ladenburg verbindet. Der Fluss war früher wirtschaftlich von Bedeutung, denn Leute aus Neckarhausen hatten sich im 18. und frühen 19. Jahrhundert auf das Treideln von Schiffen spezialisiert. 
Nordwestlich des Ortes verläuft die Eisenbahnstrecke von Frankfurt nach Heidelberg. Sie überquert den Neckar mit einer Brücke, die auch von Fußgängern und Radfahrern genutzt werden kann. Über sie ist der Bahnhof Ladenburg problemlos erreichbar.
Eine Strecke der OEG, die von Edingen über Neckarhausen nach Seckenheim führte, war 1969 eingestellt und durch Busse ersetzt worden. Sie werden heute von der RNV gefahren.

## Historische Bauwerke
Es gibt in Neckarhausen sowohl eine evangelische als auch eine katholische Kirche.

### Denkmalschutz
Unter Denkmalschutz stehen im Ort die alte katholische Kirche sowie das Schloss Neckarhausen.

## Sport
Der Fußballverein Viktoria Neckarhausen ist überregional bekannt geworden.

## Söhne und Töchter der Gemeinde
- Franz Hund (1884–1958), Politiker der SPD
- Gustav Geierhaas (1888–1976), Komponist und Hochschullehrer
- Thomas Betzwieser (* 1958), Musikwissenschaftler und Opernforscher